# Glenn Medeiros (album, 1987)
Singles
1. Nothing's Gonna Change My Love for You
Sortie : 1986
2. Lonely Won't Leave Me Alone
Sortie : 1987

Glenn Medeiros est le premier album de Glenn Medeiros sorti en 1987. Grâce à la reprise de Nothing's Gonna Change My Love for You, écrite par Michael Masser et Gerry Goffin, qui a mondialement connu un énorme succès, ce titre s'est placé au douzième au Billboard Hot 100 et s'est retrouvé numéro un des charts au Royaume-Uni quatre semaines durant et en France huit semaines durant.

## Liste des pistes
| No | Titre                                  | Crédits                           | Durée |
| -- | -------------------------------------- | --------------------------------- | ----- |
| 1. | Nothing's Gonna Change My Love for You | Gerry Goffin, Michael Masser      | 3:52  |
| 2. | Lonely Won't Leave Me Alone            | Foster, Jackson, Keane, Wakefield | 4:26  |
| 3. | The Wings of My Heart                  | Diamond, Ingram                   | 3:31  |
| 4. | A Stranger Tonight                     | Sharron, Wild                     | 4:46  |
| 5. | Watching Over You                      | Gordon                            | 4:11  |
| 6. | What's It Gonna Take                   | Elkins, Greene                    | 3:33  |
| 7. | A Fool's Affair                        | Kerr, Seals                       | 3:48  |
| 8. | You Left the Loneliest Heart           | Jeffries, Logan                   | 3:55  |
| 9. | Knocking at Your Door                  | Singleton                         | 4:01  |

## Production
- Produit par Jay Stone
- Producteur exécutif : Leonard Silver
- Enregistrement : Doug Carleton, Greg Scott, Jeffrey Woodruff
- Mixeur : Jeff Tyzik
- Mastering : Bernie Grundman

## Singles
- Nothing's Gonna Change My Love for You - 1986
- Lonely Won't Leave Me Alone - 1987

## Vidéoclips
- Nothing's Gonna Change My Love for You